# Hahm Eun-jung
Hahm Eun-jung (hangul: 함은정; Seúl, 12 de diciembre de 1988), conocida profesionalmente como Eunjung o Elsie, es una cantante y actriz surcoreana, conocida por ser miembro del grupo femenino surcoreano T-ara.

## Carrera
En 1995 ganó el concurso Little Miss Corea y debutó como actriz infantil ese mismo año en el drama A New Generation of Adults (1995).
Después de varios años de entrenamiento, debutó como miembro del grupo T-ara en julio de 2009. Debutó como solista con el nombre de Elsie con su primer miniálbum, I'm Good, el 7 de mayo de 2015.

## Filmografía

### Cine
| Año  | Título                             | Papel            | Nota            | Ref    |
| ---- | ---------------------------------- | ---------------- | --------------- | ------ |
| 1999 | A-rong la Gran Expedición          | Song-i           |                 |        |
| 2002 | Dodge Go! Go!                      | Min Sang-mi      |                 |        |
| 2002 | Madeleine                          | Sung-hae (joven) |                 | [ 4 ]  |
| 2005 | The Beast and the Beauty           | Hae-mi           |                 | [ 5 ]  |
| 2006 | Ice Bar                            | Mi-sook          |                 | [ 6 ]  |
| 2006 | Mundo de Silencio                  | Min-hee          |                 | [ 7 ]  |
| 2007 | Dating On Earth                    | Yun Yi soo       |                 |        |
| 2008 | Death Bell                         | Kim Ji-won       |                 | [ 8 ]  |
| 2011 | Blanco: La Melodía de la Maldición | Eun-joo          | Papel Principal | [ 9 ]  |
| 2011 | Gisaeng Ryung                      | Cameo            |                 | [ 10 ] |
| 2017 | Micro Amor                         | Kim Min-jee      | Papel Principal | [ 11 ] |
| 2017 | Missing 2                          | Sun-young        | Papel Principal | [ 12 ] |

### Series
| Año  | Título                     | Rol               | Red       | Notas        | Ref                  |
| ---- | -------------------------- | ----------------- | --------- | ------------ | -------------------- |
| 1995 | A New Generation of Adults | Jessica           | KBS       |              |                      |
| 2004 | Little Women               | Hyun-deuk (joven) | SBS       |              |                      |
| 2004 | Age of Heroes              | Layla             | MBC       |              |                      |
| 2004 | Toji, the Land             | Bong-soon         | SBS       |              | [ 13 ]               |
| 2005 | Lovers in Prague           | Cameo             | SBS       |              | [ 14 ]               |
| 2005 | Cute or Crazy              | Cameo             | SBS       |              |                      |
| 2005 | Hello, My Teacher          | Cameo             | SBS       |              |                      |
| 2006 | Princess Hours             | Cameo             | MBC       |              | [ 15 ]               |
| 2006 | My Love                    | Cameo             | SBS       |              |                      |
| 2010 | Master of Study            | Cameo             | KBS2      |              |                      |
| 2010 | Coffee House               | Kang Seung-yeon   | SBS       | protagonista | [ 16 ]               |
| 2011 | Dream High                 | Yoon Baek-hee     | KBS2      | protagonista | [ 17 ]               |
| 2011 | King Geunchogo             | Jin Ah-yi         | KBS1      |              | [ 18 ]               |
| 2012 | Insu, The Queen Mother     | In-soo (joven)    | JTBC      |              |                      |
| 2014 | Endless Love               | Tae Cho-ae        | SBS       | reparto      | [ 19 ]               |
| 2015 | Love on a Rooftop          | Min Chae-won      | KBS2      | reparto      | [ 20 ]               |
| 2015 | Sweet Temptation           | Eun-jin           | Web Drama |              |                      |
| 2017 | Sisters-in-Law             | Hwang Eun-byul    | MBC       | protagonista | [ 21 ] [ 22 ] [ 23 ] |
| 2018 | Lovely Horribly            | Shin Yoon-ah      | KBS2      |              | [ 24 ]               |
| 2021 | Be My Dream Family         | Han Da-bal        | KBS1      |              |                      |

## Premios y nominaciones
| Año  | Categoría               | Premio          | Trabajo            | Resultado |
| ---- | ----------------------- | --------------- | ------------------ | --------- |
| 2021 | Best Supporting Actress | KBS Drama Award | Be My Dream Family | Ganadora  |